# Optevoz
Optevoz este o comună în departamentul Isère din sud-estul Franței. În anul 2009 avea o populație de 552 de locuitori.

## Evoluția populației
| An        | 1975 | 1982 | 1990 | 1999 | 2006 | 2009 |
| --------- | ---- | ---- | ---- | ---- | ---- | ---- |
| Populație | 320  | 306  | 392  | 495  | 581  | 552  |